# Giacomo Boni (peintre)
Pour les articles homonymes, voir Boni et Giacomo Boni.
Giacomo Boni (Bologne, 28 avril 1688 - Gênes, 7 janvier 1766) est un peintre italien du XVIIIe siècle se rattachant au courant du baroque, qui a été actif à Gênes.

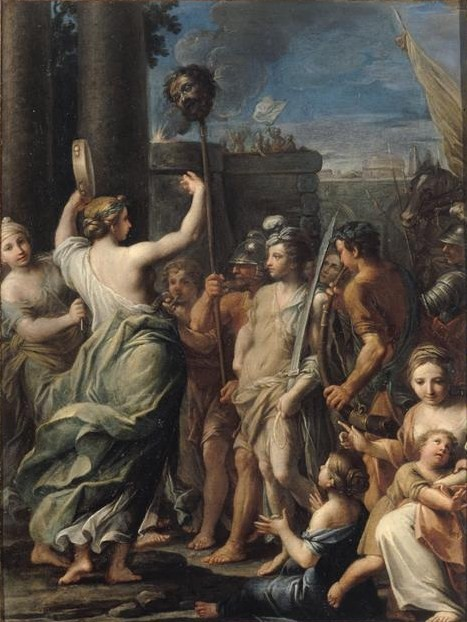
Triomphe de David, Musée Fesch, Ajaccio

## Biographie
Giacomo Boni commence par être l'élève de Marcantonio Franceschini, et plus tard du peintre Carlo Cignani à Forlì.
Il retrouve et suit  Franceschini à Gênes, puis à  Crema, Piacenza, Lavino di Mezzo, Parme, et enfin à Rome.
Retourné à Gênes en 1729, il peint avec Tomasso Aldrovandini au Palais Durazzo-Pallavicini.
Il peint avec Giuseppe Carpi dans la chapelle de  l'église San Giovanni à Parme.

## Œuvres
- Tableaux dans les chapelles de l'église San Filippo Neri et fresques dans l'oratoire, à Gênes.
- Peintures à la Chiesa del Carmine, Crema.
- Peintures à l'église Santa Maria del Popolo, Piacenza.
- Chœur de San Pancrazio pour le noble Pallavicini.
- Peintures au Palazzo Mari
- Fresques de la voûte de l'oratoire de Santa Maria della Costa, à San Remo.
- Fresques de la Sala dell'Alcova au Palazzo Rosso à Gênes (entre 1737 et 1739)
- Triomphe de David, Musée Fesch, Ajaccio.

## Sources
- (en) Cet article est partiellement ou en totalité issu de l’article de Wikipédia en anglais intitulé « Giacomo Boni » (voir la liste des auteurs).